# EC 1.1.2
La EC 1.1.2 è una sotto-sottoclasse della classificazione EC relativa agli enzimi. Si tratta di una sottoclasse delle ossidoreduttasi che include enzimi che agiscono su donatori di tipo CH-OH (alcoli) utilizzando un citocromo come accettore.

## Enzimi appartenenti alla sotto-sottoclasse
| numero EC  | nome accettato                           |
| ---------- | ---------------------------------------- |
| EC 1.1.2.2 | mannitolo deidrogenasi (citocromo)       |
| EC 1.1.2.3 | L-lattato deidrogenasi (citocromo)       |
| EC 1.1.2.4 | D-lattato deidrogenasi (citocromo)       |
| EC 1.1.2.5 | D-lattato deidrogenasi (citocromo c-553) |